# Tritonia vorax
Tritonia vorax is een slakkensoort uit de familie van de Tritoniidae. De wetenschappelijke naam van de soort is voor het eerst geldig gepubliceerd in 1926 door Odhner.